# 大木祥資
大木 祥資（おおき しょうじ）は、読売テレビが主催する『鳥人間コンテスト選手権大会』滑空機部門のパイロット選手。同部門の最高滑空距離記録を保持していたことや、2022年現在までに優勝13回、3連覇2回、5連覇1回という最高記録を保持することから、「ミスター鳥人間」の異名で呼ばれる。

## 略歴
福岡県北九州市に生まれる。
デザイン学校を卒業したあと、地元の三鷹アドベンチャーグループに参加し、1996年、26歳の時にパイロットとして『鳥人間コンテスト』第20回大会の滑空機部門に出場する。記録は275.71 mで、初出場ながら2位と健闘。
台風の影響で中止となった21回大会を挟んで、1998年の22回大会でも2位となったあと、翌年の23回大会では345.92mという記録で見事に初優勝を飾る。
2000年の24回大会は強風のため飛行ができず、25~27回大会にかけては3連覇を達成。2004年の28回大会はメンバーがプラットフォームから落下してしまったために失格となったが、29~33回大会にかけては5連覇を達成する。
2011年の34回大会には不参加。2012年の35回大会では501.38mという、大会史上初となる500m超えの記録を打ち立てて優勝。この回から37回にかけて3連覇したあと、38回は6位、39回は1位、40回は2位という記録を残す。
2018年の41回大会では、雨や風の影響もあってフライトに失敗。離陸直後に失速し着水、機体が大きく損傷する。また、飛び終えた後に大木がチームメンバーへ向かって「飛び降りろ！」と叫んだことが批判を受けたが、大木本人は「メンバーに対する冗談」であったとした。
機体は骨組みなどを大きく損傷していたために修理に時間がかかり、2019年の42回大会、2021年の43回大会には不参加。翌年の44回大会では完全リニューアルした新機体で参戦し、482.23mという記録で2位となった。
2024年11月24日、日本武道館にて行われたライブイベント『ニッポン放送開局70周年 三四郎のオールナイトニッポン10周年記念 バチボコプレミアムライブ in 日本武道館』にシークレットゲストとして登壇。本籍を「鳥人間コンテスト」が行われる松原水泳場に入れている事を明かした。
2024年7月28日、滑空機初の600m越え、大会新記録を達成。

## 鳥人間コンテスト出場時の記録
| 年度             | 参加部門                 | チーム名                              | 登録ナンバー | 順位 | 記録    | 備考                        |
| ---------------- | ------------------------ | ------------------------------------- | ------------ | ---- | ------- | --------------------------- |
| 1996年（第20回） | 滑空機部門               | 三鷹アドベンチャーグループ            | C35          | 2位  | 275.71m |                             |
| 1998年（第22回） | 滑空機部門               | みたか＋もばら アドベンチャーグループ | C35          | 2位  | 333.22m |                             |
| 1999年（第23回） | 滑空機部門               | みたか＋もばら アドベンチャーグループ | C35          | 1位  | 345.92m |                             |
| 2001年（第25回） | 滑空機部門               | みたか＋もばら アドベンチャーグループ | C35          | 1位  | 417.49m |                             |
| 2002年（第26回） | 滑空機部門               | みたか＋もばら アドベンチャーグループ | C35          | 1位  | 414.33m |                             |
| 2003年（第27回） | 滑空機部門               | みたか＋もばら アドベンチャーグループ | C35          | 1位  | 420.48m |                             |
| 2005年（第29回） | 滑空機部門オープンクラス | みたか＋もばら アドベンチャーグループ | C35          | 1位  | 376.80m |                             |
| 2006年（第30回） | 滑空機部門               | みたか＋もばら アドベンチャーグループ | C35          | 1位  | 258.21m |                             |
| 2007年（第31回） | 滑空機部門               | みたか＋もばら アドベンチャーグループ | C35          | 1位  | 483.47m |                             |
| 2008年（第32回） | 滑空機部門               | みたか＋もばら アドベンチャーグループ | C35          | 1位  | 377.98m |                             |
| 2010年（第33回） | 滑空機部門               | みたか＋もばら アドベンチャーグループ | C35          | 1位  | 421.11m |                             |
| 2012年（第35回） | 滑空機部門               | みたかもばら×神奈川工科大学           | C35          | 1位  | 501.38m | THE BEST BIRDMAN賞          |
| 2013年（第36回） | 滑空機部門               | みたかもばら×神奈川工科大学           | C35          | 1位  | 460.07m |                             |
| 2014年（第37回） | 滑空機部門               | みたかもばら下横田                    | C35          | 1位  | 407.03m | 彦根市長賞                  |
| 2015年（第38回） | 滑空機部門               | みたかもばら下横田                    | C35          | 6位  | 258.24m |                             |
| 2016年（第39回） | 滑空機部門               | みたかもばら下横田                    |              | 1位  | 443.60m |                             |
| 2017年（第40回） | 滑空機部門               | 三鷹茂原下横田                        | C35          | 2位  | 390.07m |                             |
| 2018年（第41回） | 滑空機部門               | 三鷹茂原下横田                        | C35          | 13位 | 21.56m  |                             |
| 2022年（第44回） | 滑空機部門               | Team 三鷹茂原下横田                   | C35          | 2位  | 482.23m |                             |
| 2023年（第45回)  | 滑空機部門               | Team 三鷹茂原下横田                   | C35          | 1位  | 460.76m |                             |
| 2024年（第46回)  | 滑空機部門               | Team 三鷹茂原下横田                   | C35          | 1位  | 645.15m | 新記録賞 THE BEST BIRDMAN賞 |